# بامستان
 بامستان  روستای کوچکی از روستاهای منطقه گوده از توابع بخش مرکزی شهرستان بستک در غرب استان هرمزگان در جنوب ایران واقع شده‌است.

## محدوده بامستان
از شمال دهنگ، از جنوب چاه دزدان، مغرب برکه لاری، و از سمت مشرق به دهستان دهتل محدود می‌گردد.

## جمعیت
جمعیت این روستا بر اساس سرشماری سال ۱۳۸۵ جمعیت آن ۱۰۶ نفر (۲۱ خانوار)
بوده‌است. که از اهل سنت و از شاخه شافعی هستند یعنی از پیروان امام محمد ادریس شافعی می‌باشند و به زبان فارسی و گویش محلی تکلم می‌کنند.
دارای مسجد، دبستان، آب‌انبار (برکه) و زمین زیر کشت دیم می‌باشد. حدود ۴۰۰ اصله نخل دیم و ۱۵۰ من زمین بذر افکن دارد که در مواسم کشت وکار در آن جو و گندم می‌کارند.

## پیشه
پیشه مردم روستا دامداری و کشاورزی است و از این راه امرار معاش می‌کنند.

## فهرست منابع و مآخذ
- محمدیان، کوخردی، محمد.  «شهرستان بستک و بخش کوخرد»  ج۱. چاپ اول، دبی: سال انتشار ۲۰۰۵ میلادی.
- عباسی، قلی، مصطفی،  «بستک وجهانگیریه»، چاپ اول، تهران : ناشر: شرکت انتشارات جهان معاصر، سال ۱۳۷۲ خورشیدی.
- سلامی، بستکی، احمد.  (بستک در گذرگاه تاریخ)  ج۲ چاپ اول، ۱۳۷۲ خورشیدی.
- بالود، محمد.  (فرهنگ عامه در منطقه بستک)  ناشر همسایه، چاپ زیتون، انتشار سال ۱۳۸۴ خورشیدی.
- بنی عباسیان، بستکی، محمد اعظم،  «تاریخ جهانگیریه»  چاپ تهران، سال ۱۳۳۹ خورشیدی.
- الکوخردی، محمد، بن یوسف، (کُوخِرد حَاضِرَة اِسلامِیةَ عَلی ضِفافِ نَهر مِهران Kookherd، an Islamic District on the bank of Mehran River) الطبعة الثالثة، دبی: سنة ۱۹۹۷ للمیلاد.
- بختیاری، سعید، ،  «اتواطلس ایران»  ، “ مؤسسه جغرافیایی وکارتگرافی گیتاشناسی، بهار ۱۳۸۴ خورشیدی.
- نگاره‌ها از: محمد محمدیان.
- محمد، صدیق «تارخ فارس» صفحه‌های (۵۰ ـ ۵۱ ـ ۵۲ ـ ۵۳)، چاپ سال ۱۹۹۳ میلادی.
- محمدیان، کوخری، محمد ، “ (به یاد کوخرد) “، ج۱. ج۲. چاپ اول، دبی: سال انتشار ۲۰۰۳ میلادی.
- اطلس گیتاشناسی استان‌های ایران [Atlas Gitashenasi Ostanhai Iran] (Gitashenasi Province Atlas of Iran)